# Richard Cortambert
Pour les articles homonymes, voir Cortambert.
Richard Eugène Cortambert, né le 7 mai 1836 à Charonne et mort le 26 janvier 1884 à Hyères, est un géographe et écrivain français.

## Biographie

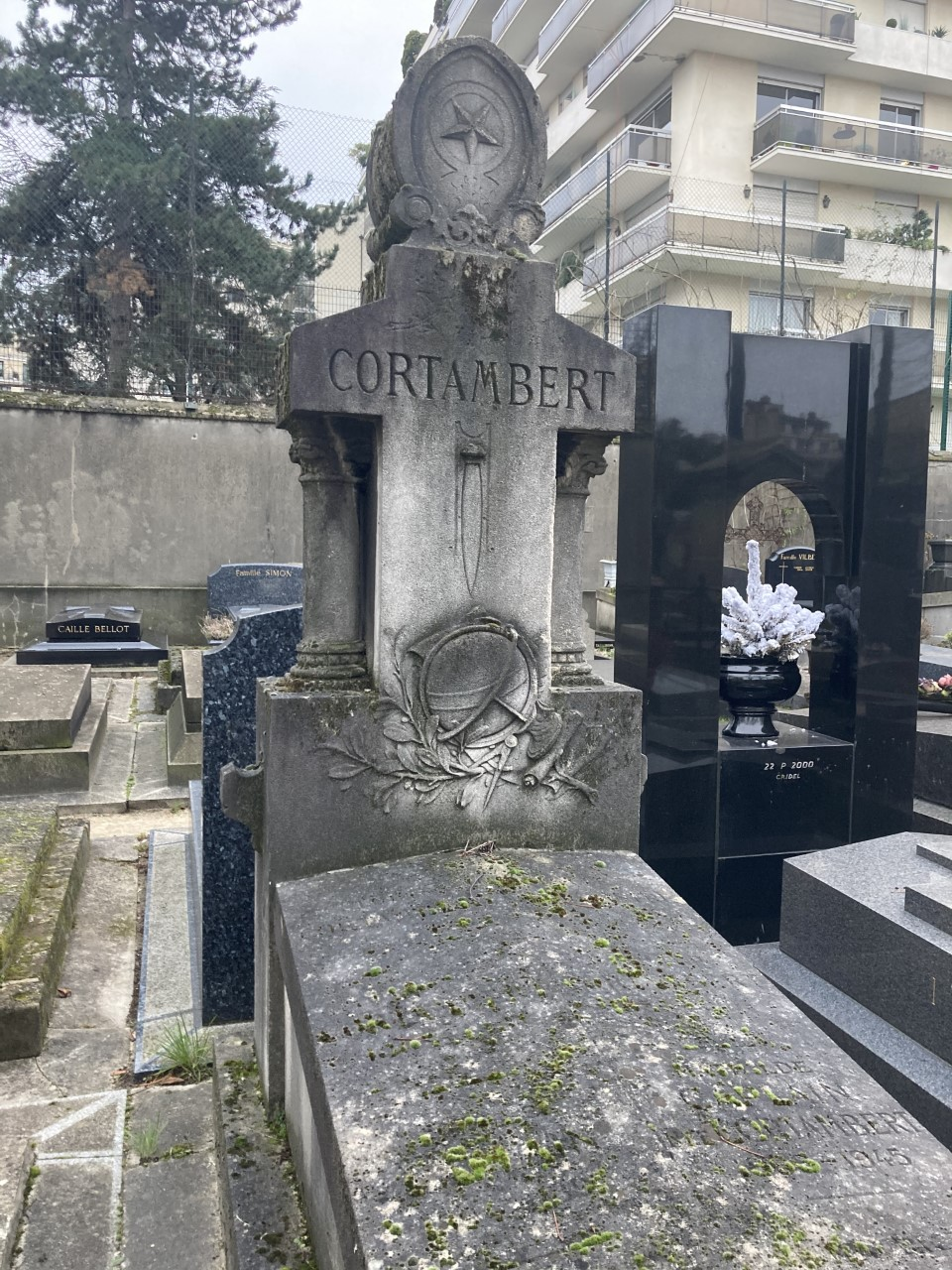
Sépulture Cortambert.

Fils d'Eugène Cortambert qui l'associa à ses travaux et de Caroline Machart (v. 1814-Passy, 13 août 1904), il est le neveu du Docteur Louis Cortambert.
Attaché à la section géographie de la Bibliothèque nationale (1860), on lui doit de nombreux articles dans des revues scientifiques telles le Bulletin de la Société de géographie, Sciences pour tous, la Revue du monde colonial et certaines notices de l' Encyclopédie générale (Toinon, 1870) comme celle sur L'Australie.
Secrétaire de la Société de géographie de Paris (1864-1866), son Cours de géographie, comprenant la description physique et politique et la géographie historique des diverses contrées du globe a connu une vingtaine de rééditions. Il publia de nombreux ouvrages de géographie à destination de l'enseignement, de vulgarisation et des compilations.
On lui doit aussi des romans.
Il est inhumé au cimetière de Passy avec ses parents.

## Œuvres

### Géographie
- Chemins de fer de France, Hachette, 1853
- Carte générale des célébrités de la France, 1854
- Théâtre de la guerre et de la paix en 1859, ou Géographie de l'Italie, Blot, 1859
- Description générale de la terre, pour accompagner l'Atlas élémentaire de géographie, 1861
- Essai sur la chevelure des différents peuples, Challamel aîné, 1861
- Peuples et voyageurs contemporains, Gay, 1864
- Les Illustres voyageuses, Maillet, 1866
- Géographie commerciale et industrielle des cinq parties du monde, 2 vol, Hachette, 1869
- Guillaume Lejean et ses voyages, Delagrave, 1872
- Nouvel Atlas sphéroïdal à l'usage des écoles primaires, avec Haincque de Saint-Senoch, Prudon, 1876
- Bibracte. Une Excursion au Mont Beuvray, Pougin, 1877
- Voyage pittoresque à travers le monde, morceaux extraits de divers auteurs, Hachette, 1877
- Géographie de la France et de ses colonies, avec Eugène Cortambert, Hachette, 1880
- Memento du baccalauréat ès lettres conforme aux programmes de 1880. Premier examen, partie historique, Hachette, 1882
- Cours de géographie, comprenant la description physique et politique et la géographie historique des diverses contrées du globe, avec Eugène Cortambert, 1882
- Géographie de l'Afrique, de l'Asie, de l'Océanie et de l'Amérique, Hachette, 1882
- Étude générale de l'Europe, Hachette, 1883
- Géographie de l'Europe, avec Eugène Cortambert, Hachette, 1883
- Notions élémentaires de géographie générale, avec Eugène Cortambert, Hachette, 1884
- Mœurs et caractères des peuples (Europe-Afrique), Hachette, 1890
- Nouvelle histoire des voyages et des découvertes géographiques dans tous les temps et dans tous les pays, 2 vol, Junod

### Romans
- Aventures d'un artiste dans le Liban, Maillet, 1864
- Impressions d'un Japonais en France, suivies des Impressions des annamites en Europe, Faure, 1864
- Un drame au fond de la mer suivi de L'histoire de trois capsules, Decaux, 1876
- Le Pays du soleil, avec Charles Deslys, Hachette, 1881

### Autres
- Promenade d'un fantaisiste à l'Exposition des beaux-arts de 1861, bureaux de la Revue du monde colonial, 1861
- Les trois règnes de la nature, simples lectures sur l'histoire naturelle, avec Eugène Cortambert et Eulalie Benoît, Hachette, 1870